# El ocaso de los dioses
El ocaso de los dioses (título original en alemán, Götterdämmerungⓘ) es una ópera épica en tres actos y un prólogo con música y libreto en alemán de Richard Wagner, la cuarta y última de las que componen el ciclo de El anillo del nibelungo (Der Ring des Nibelungen).

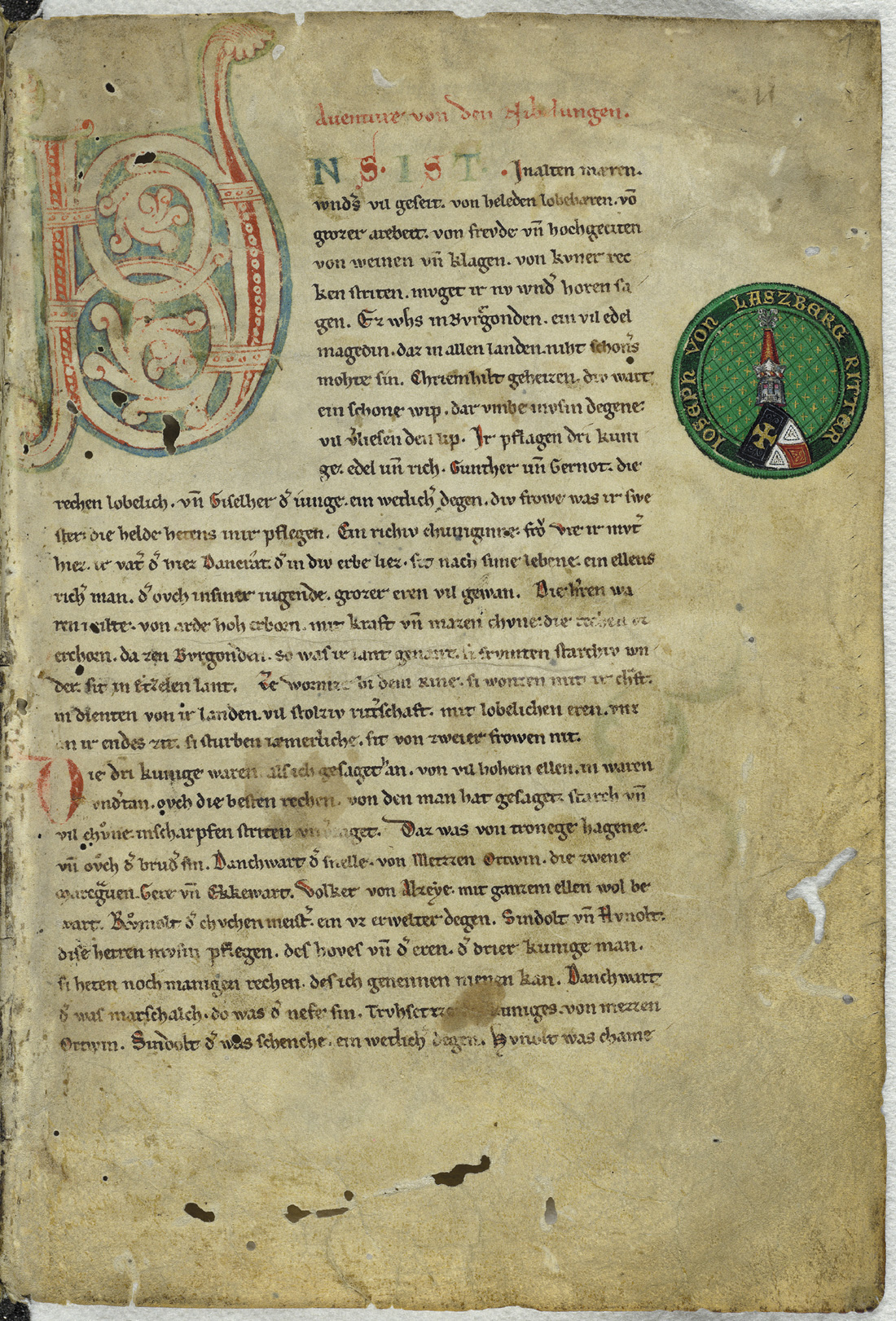
Portada del Cantar de los nibelungos.

Fue estrenada en el marco del primer Festival de Bayreuth el 17 de agosto de 1876, como parte de la primera producción completa del ciclo y forma parte del Canon de Bayreuth. En España se estrenó el 16 de noviembre de 1901 en el Gran Teatro del Liceo de Barcelona. Esta ópera sigue en el repertorio, aunque no está entre las más representadas; en las estadísticas de Operabase aparece la n.º 59 de las cien óperas más representadas en el período 2005-2010, siendo la 16.ª en Alemania y la octava de Wagner, con 75 representaciones.
El título, Götterdämmerung, es una traducción al alemán de la expresión en nórdico antiguo ragnarökkr, 'ocaso de los dioses', como a veces se lee en la Edda prosaica. En la más antigua Edda poética solo se menciona el ragnarök, 'destino de los dioses'. Se ha propuesto que ragnarökkr fue o bien una confusión por parte de Snorri Sturluson o, más probablemente, una licencia poética como un juego entre las palabras rök, 'destino, fatalidad', y rökkr, 'oscuridad, ocaso'. Ragnarök, en la mitología nórdica, se refiere a una guerra profetizada de los dioses que trae consigo el fin del mundo. Sin embargo, como ocurre con el resto del Anillo, el relato de Wagner de este apocalipsis difiere ampliamente de sus antiguas fuentes nórdicas.

## Composición

### Libreto
Aunque El ocaso de los dioses es la cuarta y última de las óperas del Anillo, fue la primera en el orden de concepción. Wagner trabajó de delante hacia atrás planeando la ópera a partir de la muerte de Sigfrido, luego decidiendo que necesitaba otra ópera para narrar la juventud de Sigfrido, y luego decidió que necesitaba contar la historia de la concepción de Sigfrido y de los intentos de Brunilda de salvar a los padres de él, y finalmente decidiendo que también necesitaba un preludio que contara el robo original del oro del Rin y la creación del anillo. No obstante, la escena final de esta ópera se revisó varias veces entre 1856 y 1872. El título de esta última ópera del Ciclo, como ocurre con Sigfrido, probablemente no se fijó hasta 1856.
Borradores
Según el compositor, tras la revolución de febrero de 1848 empezó a esbozar una obra sobre la vida del emperador Federico I Barbarroja y como fruto de su investigación acabó considerando al héroe Sigfrido como un posible tema para una nueva ópera, y para octubre de 1848 había concebido toda la idea del Anillo. No obstante, este relato ha sido puesto en entredicho por los investigadores wagnerianos. Parece que fue en octubre de 1846 — unos dieciséis meses antes de la Revolución de febrero, cuando se le ocurrió el drama en cinco actos sobre Federico Barbarroja. Puede que incluso considerase escribir una ópera sobre Sigfrido ya en el año 1843, cuando leyó la obra de Jacob Grimm Deutsche Mythologie (Mitología alemana), o posiblemente en 1844, cuando tomó prestadas varias obras sobre los nibelungos en la Real Biblioteca de Dresde.
Sea cual sea la verdad, Wagner ciertamente contemplaba ya una ópera sobre Sigfrido el 1 de abril de 1848, cuando informó a Devrient de sus planes. Wagner estaba familiarizado con el Cantar de los nibelungos. Wagner seguía cuatro fases a la hora de escribir sus libretos. Primero, un esbozo en prosa (Prosaskizze), aunque en el caso de El ocaso de los dioses (o Siegfried's Tod, Muerte de Sigfrido, como se llamó al principio) no lo escribió nunca. Después, un borrador en prosa (Prosaentwurf). La tercera fase es un borrador en verso y finalmente la copia definitiva (Reinschrift des Textbuches).

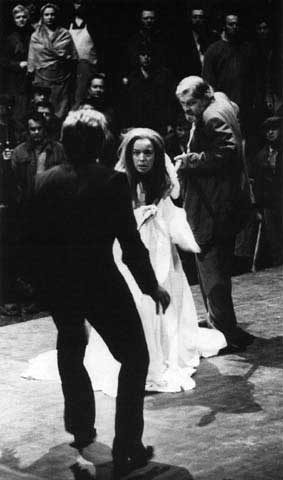
Gwyneth Jones como Brunilda en el Festival de Bayreuth.

Como parte de sus preparativos para la ópera proyectada sobre Sigfrido, Wagner primero hizo un estudio preliminar de los mitos nórdicos y germánicos relevantes, Die Nibelungensage (Mythus) (La saga del nibelungo (mito)). Este largo estudio en prosa, terminado para el 4 de octubre de 1848, contiene un esquema de todo el ciclo del Anillo, de principio a fin, pero no hay evidencia de que Wagner contemplara nada más en este punto que una sola ópera sobre la muerte de Sigfrido. Cuando hizo la copia definitiva de este texto el 8 de octubre, la rebautizó Die Sage von den Nibelungen (La saga de los nibelungos). En la edición completa de sus obras (Gesammelte Schriften und Dichtungen) se titula Der Nibelungen-Mythus: als Entwurf zu einem Drama (El mito nibelungo: como esquema para un drama).
Al hacer este borrador en prosa, Wagner bebió de numerosas fuentes mitológicas, alemanas y escandinavas, tanto en textos primarios (usualmente en traducciones alemanas contemporáneas, aunque Wagner sabía algo de nórdico antiguo y medio alemán) y comentarios sobre ellos. Las más importantes obras, entre las primeras, fueron la Saga volsunga, la Edda poética, la Edda prosaica, el Cantar de los nibelungos y la saga de Thidriks af Bern, mientras que la más importante entre las segundas fueron la Mitología alemana, de Jacob Grimm, y La saga del héroe alemán, de Wilhelm Grimm. Además, Wagner cogió detalles de al menos otras veintidós fuentes literarias, incluyendo una serie de textos filosóficos clave que informaron el simbolismo del Anillo. Wagner contradice a sus fuentes en varios puntos —era necesario, pues las fuentes no siempre coinciden entre sí— une historias diversas para formar narrativas continuas, crea algunos personajes nuevos y memorables combinando personajes menores de diferentes fuentes, etc. La escena final es una recreación de los mitos originales, como también el Cantar de los nibelungos lo fue en su día.
Debido a que Die Sage von den Nibelungen ya contenía un relato detallado de la acción dramática de la ópera que se proponía, Wagner no hizo esbozos en prosa, a diferencia de lo que en él era habitual. En lugar de ello, inmediatamente escribió un borrador en prosa de la nueva obra, a la que llamaría Siegfried's Tod (Muerte de Sigfrido), incluido el genitivo sajón inglés. Este apóstrofo, por cierto, aparece en todos los manuscritos textuales de la obra y en la impresión privada de 1853, pero desapareció del título en el Gesammelte Schriften und Dichtungen de 1871–1873.
El 28 de octubre de 1848, Wagner leyó el borrador en prosa de Siegfried's Tod a Eduard Devrient, y después de algunos comentarios críticos de este último sobre la oscuridad del tema, esbozó un prólogo con dos escenas que daban datos sobre la historia anterior. Este nuevo borrador en prosa fue realizado casi enteramente dialogado, gran parte de lo cual muy cercano a lo que sería la forma final en verso. Para el 12 de noviembre estuvo terminado el borrador revisado de Siegfried's Tod, y para el 28 de noviembre se traspuso a verso aliterativo, convirtiéndose en el proceso en todo un libreto para una ópera de cinco actos con un prólogo de dos escenas. Al siguiente mes (presumiblemente) Wagner preparó la primera copia final (Zweitschrift des Textbuches), pero casi inmediatamente la obra fue ampliamente revisada y una segunda copia final (Drittschrift des Textbuches) fue realizada para reflejar estas revisiones. Fue en este momento cuando apareció por vez primera el episodio conocido como «La vigilancia de Hagen» (la sección final del acto I, escena segunda).
Con su prólogo de dos escenas y estructura en tres actos, Siegfried's Tod fue un texto en borrador que con el tiempo formaría la parte final de la tetralogía, El ocaso de los dioses. Pero preocupado por el desconocimiento sobre un tema tan oscuro, después de escribir el libreto de Siegfried's Tod, Wagner dejó a un lado el trabajo y se dedicó a otras cosas. Después de que, por motivos políticos, tuviera que irse a Zúrich, en mayo de 1850 reemprendió el trabajo en Siegfried's Tod. Preparó una tercera copia final del libreto (Viertschrift des Textbuches) para publicación, que, sin embargo, no tuvo lugar, y para julio había empezado incluso a componer música del prólogo. De esta música una hoja de esbozos preliminares sobrevive y un borrador de composición más detallado, que se extiende alrededor de un cuarto de la longitud hacia el dúo entre Brunilda y Sigfrido. Habiendo llegado a este punto, sin embargo, Wagner abandonó la obra.
Gradualmente se fue formando en la mente del compositor la idea de una trilogía de óperas. La idea de ampliar Siegfried's Tod a una serie de dos o más óperas sería muy atractiva para Wagner, pues había empezado a darse cuenta de que sería imposible decir todo lo que quería en una sola ópera. Comenzó a escribir Der junge Siegfried (El joven Sigfrido) y así resultó que, junto a Siegfried's Tod era evidentemente las etapas 2.ª y 3.ª de una trilogía. En 1852 Wagner finalmente decidió que el nombre del ciclo completo sería Der Ring des Nibelungen. En noviembre y diciembre de 1852, Wagner hizo amplias revisiones de los libretos de Der junge Siegfried y Siegfried's Tod. Los cambios de Siegfried's Tod se introdujeron en la tercera copia final (Viertschrift des Textbuches). Los principales cambios se referían a la primera escena del prólogo (la escena de las Nornas), la escena de Brunilda con Waltraute (que originariamente había incluido a las nueve valquirias), y el discurso de cierre de Brunilda al final de la ópera.
Versión definitiva
La cuarta copia final de Siegfried's Tod (Fünftschrift des Textbuches) estaba acabada para el 15 de diciembre de 1852 y se publicó privadamente en febrero de 1853. Se hicieron cincuenta copias y se hizo una lectura de la misma a lo largo de cuatro tardes (16–19 de febrero de 1853) en el Hôtel Baur au Lac de Zúrich. Pero no era la versión definitiva, pues Wagner hizo cambios cuando los musicó. Es probable que no fuese hasta 1856 cuando Wagner definitivamente cambió los títulos de las partes tercera y cuarta del Anillo por Sigfrido y El ocaso de los dioses respectivamente. En 1863 los textos de las cuatro óperas del Anillo se publicaron por vez primera bajo sus títulos actuales.
El final del Anillo
La escena final del Anillo probablemente causó a Wagner más preocupaciones que ninguna otra. Reescribió el texto varias veces y nunca estuvo clara su idea definitiva al respecto. Existen seis o siete versiones diferentes o que pueden ser reconstruidas a partir de los borradores de Wagner. El final original (principios de diciembre de 1848) era optimista y confiado. Se devuelve el anillo al Rin; Alberico y los nibelungos, que están esclavizados por el poder del anillo, quedan liberados. En su discurso final, Brunilda declara que Wotan es todopoderoso y eterno; abandona su propia vida y guía a Sigfrido al Valhalla, donde este se reconcilia con Wotan y el orden queda restaurado. Se representa a Sigfrido y Brunilda alzándose por encima de la pira funeraria de Sigfrido al Valhalla para limpiar el crimen de Wotan y redimir a los dioses, algo así como el holandés errante y Senta ascienden por encima de las nubes. Aquí nada sugiere que los dioses queden destruidos. Después del final original, estuvo la versión de la primera revisión (antes del 18 de diciembre de 1848); la revisión de mayo de 1850 y el llamado final de Feuerbach (noviembre y diciembre de 1852). Para entonces, Wagner había terminado los libretos para El oro del Rin y La valquiria, y se había dado cuenta de que el ciclo debía terminar con la destrucción por el fuego tanto del Valhalla como de los dioses. Esto necesitaba ulteriores y más profundas revisiones de Der junge Siegfried y Siegfried's Tod. El nuevo final de esta última ópera se vio influida por la lectura que Wagner hizo de Ludwig Feuerbach, cuyos escritos sugerían que los dioses eran la construcción de las mentes humanas, y que el amor primaba sobre todos los demás asuntos humanos. En este final de Feuerbach Brünnhilde proclama la destrucción de los dioses y su sustitución por la sociedad humana gobernada por el amor. Para el año 1874, después de diversas versiones, cuando Wagner finalmente decidió musicar el final, volvió a la versión de 1852, pero sin sus líneas de cierre feuerbachianas.
Aunque Wagner nunca musicó los versos de Schopenhauer ni los de Feuerbach incluidos en las versiones intermedias, sí que aparecieron como notas al pie en la edición impresa del texto, junto con una nota a tal efecto que mientras él prefería las líneas de Schopenhauer, no las musicó porque su significado quedaba mejor expresado por la música a solas. En otras palabras, el final que decidió musicar es schopenhaueriano en su intención, aunque nunca se afirmó así de manera explícita en el libreto.

### Música
En cambio, la música del ciclo, tras unos esbozos aislados de determinados temas, fue compuesta siguiendo el orden de la historia. Lo mismo que con sus libretos, las partituras de Wagner pasaban por una serie de diferentes etapas, desde el esbozo hasta la copia final. En el verano de 1850 empezó a componer música para el prólogo de Siegfried's Tod (Muerte de Sigfrido, que es como se llamó El ocaso de los dioses al principio).
Impaciente por completar su ciclo épico, Wagner empezó a trabajar en el borrador preliminar de El ocaso de los dioses el 2 de octubre de 1869, mientras seguía trabajando en el tercer acto de Sigfrido. No habría copia final de esta ópera, la final del ciclo, de manera que pasaron los tres actos por tres etapas solo: borrador preliminar (Gesamtentwurf), borrador orquestal (Orchesterskizze) y partitura completa (Partiturerstschrift).
La composición de El ocaso de los dioses se realizó sin gran dificultad, pues Wagner ya estaba profundamente familiarizado con su material musical y su gran orquesta. Hubo una breve interrupción a lo largo de la Navidad, pero la obra se reemprendió con el Año Nuevo (el 9 de enero de 1870). El segundo borrador completo —el borrador orquestal— lo empezó justo dos días después y Wagner trabajó en ambos borradores juntos. No fue hasta el 5 de febrero de 1871 cuando la terminación de Sigfrido le dio tiempo para concentrarse en El ocaso de los dioses.
Para el verano de 1871 ambos borradores, del prólogo y del acto I, estaban acabados, y Wagner había empezado el borrador preliminar del acto II. El borrador orquestal no había aparecido, sin embargo, hasta el 18 de noviembre del mismo año. El acto II lo terminó a final de año.
En algún momento en 1871 o 1872 Wagner hizo un borrador en verso del llamado «final Schopenhauer» para el acto III, pero no lo acabaría usando. No fue el único cambio que hizo en el texto del acto III. Mientras musicaba este acto, decidió que Gutrune debía morir (en borradores anteriores ella simplemente se desmayaba). Durante los ensayos para el estreno mundial en Bayreuth en 1876, Wagner incluso le señaló a su asistente Heinrich Porges el compás exacto en el que ella moría.
El trabajo en el borrador preliminar del acto III empezó el 4 de enero de 1872, y poco después le siguió el borrador orquestal. El primero lo terminó el 9 de abril y el segundo el 22 de julio. En abril de aquel año, los Wagner abandonaron Tribschen y se asentaron en Bayreuth, la pequeña ciudad bávara donde se iba a construir un teatro de ópera para el estreno del Anillo. Un año más tarde, el 28 de abril de 1873, se trasladaron a Wahnfried, la nueva mansión de Wagner en Bayreuth.
El 3 de mayo de 1873, justo cinco días después de alojarse en Wahnfried, Wagner empezó la partitura plena del Ocaso. Para Nochebuena había llegado al final del acto I. El 26 de junio de 1874 se había musicado plenamente el segundo acto, y menos de cinco meses después, el 21 de noviembre de 1874, la partitura definitiva de toda la ópera estaba ya preparada. En la última página, Wagner escribió: „Vollendet in Wahnfried am 21. November 1874. Ich sage nichts weiter!! RW“ («Completado en Wahnfried el 21 de noviembre de 1874. ¡¡No diré nada más!! RW»).

## Personajes
| Personaje          | Voz           | Reparto del estreno, 17 de agosto de 1876 (director: Hans Richter) |
| ------------------ | ------------- | ------------------------------------------------------------------ |
| Sigfrido           | tenor         | Georg Unger                                                        |
| Brünnhilde         | soprano       | Amalie Materna                                                     |
| Gunther            | barítono      | Eugen Gura                                                         |
| Gutrune            | soprano       | Mathilde Weckerlin                                                 |
| Hagen              | bajo          | Gustav Siehr                                                       |
| Alberich           | barítono      | Karl Hill                                                          |
| Waltraute          | mezzo-soprano | Luise Jaide                                                        |
| Primera Norna      | contralto     | Johanna Jachmann-Wagner                                            |
| Segunda Norna      | mezzo-soprano | Josephine Schefsky                                                 |
| Tercera Norna      | soprano       | Friederike Grün                                                    |
| Woglinde           | soprano       | Lilli Lehmann                                                      |
| Wellgunde          | soprano       | Marie Lehmann                                                      |
| Flosshilde         | mezzo-soprano | Minna Lammert                                                      |
| Vasallos, mujeres. |               |                                                                    |

## Argumento
Última obra de la tetralogía del Anillo, El ocaso de los dioses narra la historia de cómo el anillo maldito hecho con oro robado al Rin por el enano Alberich, perteneciente a la raza de los nibelungos, causa la muerte de Sigfrido, pero también la destrucción del Walhalla, la morada de los dioses, donde moraba Wotan (Odín).
El título es una traducción al alemán de la expresión Ragnarök, que en nórdico antiguo y en el contexto de la mitología germánica se refería a la profetizada guerra entre los dioses que conduciría al fin del mundo. Sin embargo, como en el resto del Anillo, la narración del apocalipsis que hace Wagner, difiere significativamente de las antiguas fuentes nórdicas.

### Prólogo
La decoración es la misma del acto final de La valquiria. Es de noche y hay tres mujeres de lúgubre y misterioso aspecto. Son las tres Nornas —Urd, Verdandi y Skuld— congregadas junto a la roca de Brunilda, tejiendo la cuerda del destino. Ellas son las hijas de la naturaleza, Erda, sombrías hilanderas que trenzan el hilo de la vida que enlaza pasado, presente y futuro. Se dedican a explicar lo que pasa y predicen el futuro. La primera norna, Urd, el pasado, es una contralto. La segunda norna, Verdandi, el presente, es una mezzosoprano. La tercera norna, Skuld, el futuro, es una soprano. Oráculos profundos de la noche, susurros del inconsciente colectivo, ellas son criaturas elementales. Son tres altas mujeres envueltas en sendas túnicas oscuras.
La más vieja está al pie de un corpulento pino, la segunda se sienta sobre una peña delante de la gruta que se ve a la izquierda. La más joven aparece sobre una elevada roca, al fondo. La primera de ellas, norna del pasado, nos cuenta el origen del poder divino, cuando Wotan se hizo una lanza con una rama del Fresno del mundo (símbolo de la existencia), nos dice que ya no puede atar el extremo del hilo al Fresno del mundo, porque se ha secado y ya no existe.

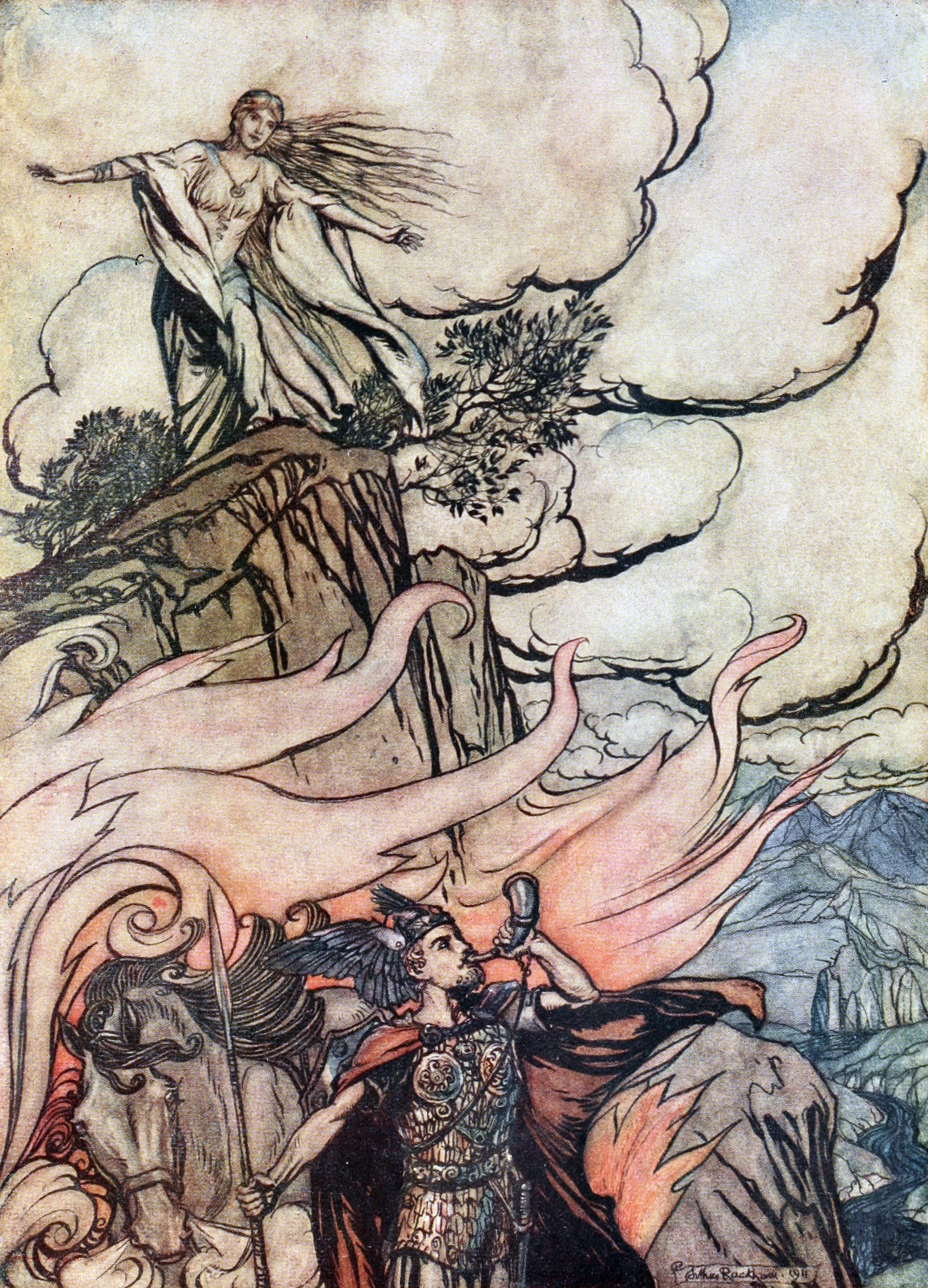
Brunilda despide a Sigfrido, por Arthur Rackham.

Se escucha en palpitantes acordes el leitmotiv del poder de los dioses. La segunda cuenta cómo fue rota la lanza sagrada por un héroe joven y audaz. La tercera canta que Wotan ha hecho amontonar los pedazos del tronco alrededor del Valhalla, si acaso arden, llegó el fin para siempre y vaticina el cercano fin de los dioses, en un incendio colosal que consumirá su reino. Mientras está hilando, cada vez es más difícil tejer el hilo, pues se enreda y se retuerce. La norna del pasado no acierta a ver en lo que fue, la del presente advierte que las asperezas de la piedra muerden su labor, el tejido se enreda. En un descuido, la cuerda se rompe mientras se escucha el leitmotiv de la maldición, porque un anatema implacable pesa sobre el mundo. Por más que no volvamos a ver ya ni a Wotan ni a los dioses, sentimos, no obstante, que sobre todo cuanto ocurra pesa la fatalidad de la maldición. Lamentándose de la pérdida de su sabiduría, las Nornas huyen.
Al amanecer, Sigfrido y Brunilda salen de su cueva. El hecho de que amanezca es importante porque Sigfrido es la personificación del sol, cuando despierta lleva la vida y la alegría al mundo, mientras que reinan la calma y la oscuridad cuando sus ojos se cierran.
Brunilda envía a Sigfrido en busca de nuevas aventuras, pidiéndole que siempre tenga presente su amor. El joven, devenido hombre, va a partir para realizar nuevas proezas, y deja a Brunilda, como prenda de amor y de su fidelidad, el anillo de oro que él robó procedente del tesoro que custodiaba el dragón, Fafner. El héroe va a partir en busca de empresas heroicas para depositar sus victorias a los pies de su amada como ofrenda de amor. Ella, en cambio, le ha dado sus armas de valkiria y su corcel Grane. Vestido con la coraza de Brunilda y montando el caballo, Sigfrido se aleja. Porta Nueva Nothung, la espada, y Tarnhelm, el yelmo mágico. Cuando parte, a lo lejos se oye el eco de su cuerno de caza.
El prólogo presenta, a la manera de un amplio preludio sinfónico-vocal, un marcado contraste entre estas dos escenas: la profunda y misteriosa imponencia de las Nornas y la luminosa y radiante exaltación épico-amorosa de la despedida de Brunilda y Sigfrido.

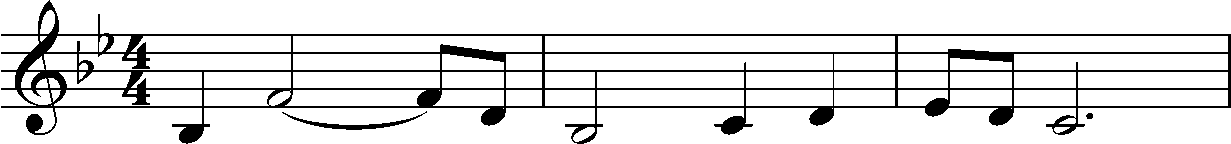
Uno de los motivos de Sigfrido como héroe.

Se pasa sin ninguna interrupción al acto primero. Esta transición musical es la parte más famosa de la última jornada. Popularmente conocida como «El viaje de Sigfrido por el Rin», es una asociación de ideas musicales sugiriendo la marcha del héroe en busca de aventuras recordando los leitmotiven del héroe y de su amor, las notas del fuego, el leitmotiv de la Naturaleza, el leitmotiv primitivo del Rin, aumentando hasta destacarse muy fuerte y sonoro el leitmotiv del ocaso de los dioses.
Al final se escucha el leitmotiv de las doncellas del Rin, que lloran por el oro apagándose y aparece el leitmotiv del anillo maldito. Esta transición musical resume la historia de los acontecimientos que originaron las catástrofes y el ocaso de los dioses.

### Acto I

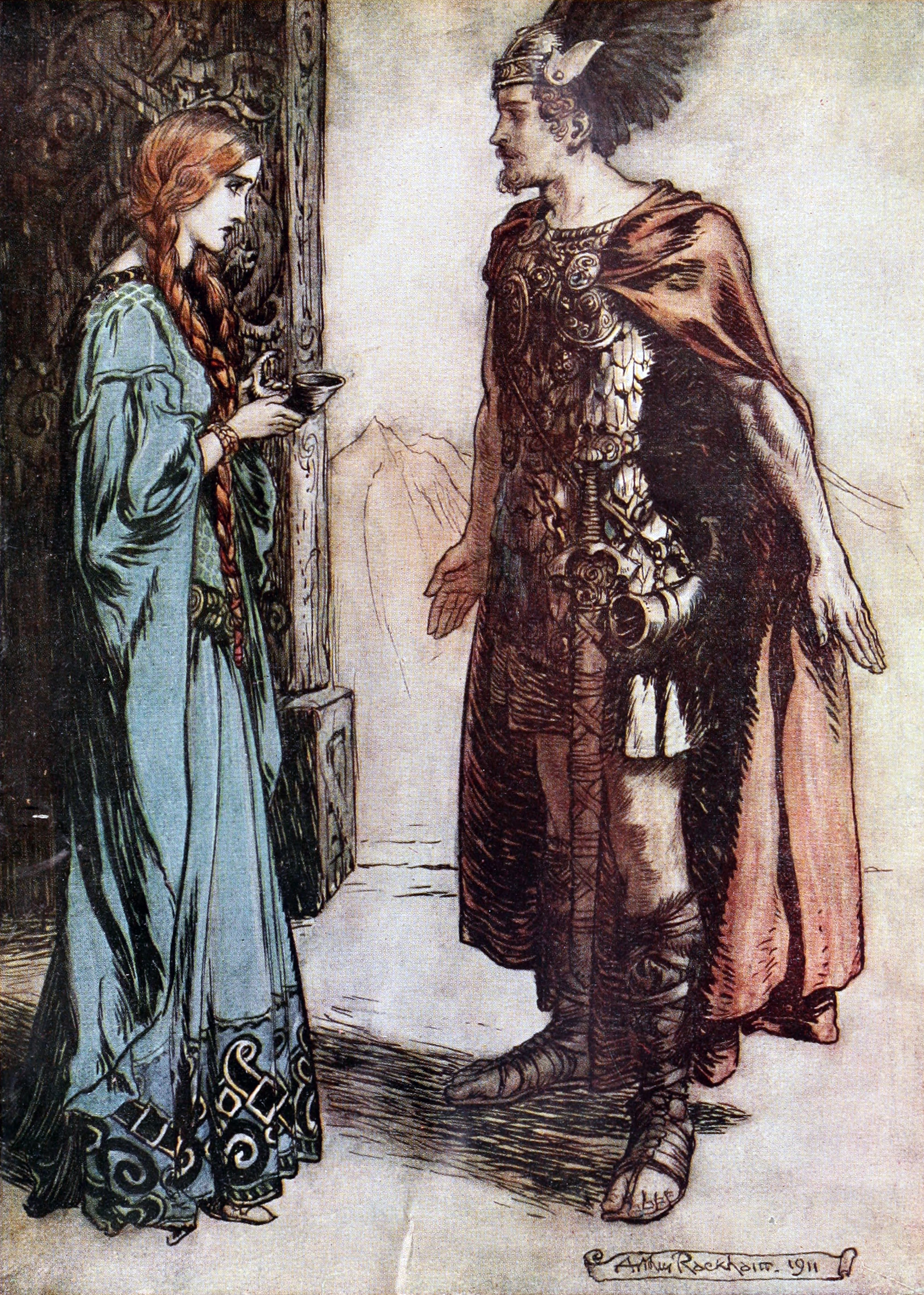
Gutrune le da la bebida del amor a Sigfrido, por Arthur Rackham.

En el cuadro primero, el acto comienza en el palacio de los guibichungos, una estirpe que habita a orillas del Rin. Alrededor de una mesa están Gunther, el rey de los guibichungos, y su hermana Gutrune conversando con su hermano Hagen. Gunther, Gutrune y Hagen son hijos de la misma madre pero de diferente padre. Mientras que los dos primeros son hijos del rey Gibich, Hagen es hijo de Alberich el nibelungo. Por eso Gunther posee fuerza, valor, juventud, belleza, una tropa, sirvientes y vasallos, prestigio, buen nombre y una rica herencia, mientras que Hagen es un personaje siniestro, un guerrero fiero, espantoso, inteligente y astuto que continúa con la obra de odio de su padre y anhela la posesión del anillo maldito.
Gunther heredó la primogenitura, y es aconsejado por su medio hermano Hagen para tomar esposa y encontrar un marido para su hermana Gutrune, con el objetivo de aumentar el brillo de su dinastía con ventajosas uniones. Hagen sugiere como esposa para Gunther a Brunilda, la mujer más hermosa del mundo, que reside en una montaña rodeada de fuego; y a Sigfrido, el más famoso de los héroes, como marido para Gutrune. 
Gunther no es capaz de franquear la barrera de llamas que protege a Brunilda, solo Sigfrido puede lograrlo, por lo que necesitan que Sigfrido les traiga a Brunilda. Si Gutrune hiciera que Sigfrido la ame, entonces podría convencerlo de que traiga a Brunilda para Gunther.
Hagen da a Gutrune una poción, la bebida de amor, el filtro del olvido, para hacer que Sigfrido olvide a Brunilda y se enamore de Gutrune. Bajo su influencia Sigfrido podrá conquistar a Brunilda para Gunther. Los hermanos guibichungos ignoran que Sigfrido despertó a Brunilda y que se aman. Ambos desconocen que Sigfrido y Brunilda son pareja y que el único fin que persigue Hagen es recuperar el anillo para su padre.
La orquesta toca el leitmotiv de los guibichungos y las caracterizaciones instrumentales de Hagen, Gunther y Gutrune. Cuando aparece ella, se opone un breve paréntesis luminoso en las oscuras tonalidades de la orquesta.

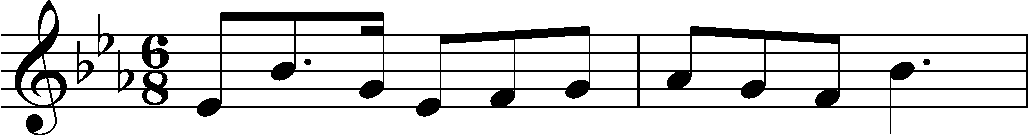
El cuerno de Sigfrido.

Sigfrido navega por el Rin en una barca y ha oído muchas historias enalteciendo el poder y la nobleza de los gibichungos. Su llegada se anuncia en la lejanía por los ecos de su cuerno de plata y se escucha la plena sonoridad de su leitmotiv, derivado del leitmotiv original de la espada pero en un modo más majestuoso.
Sigfrido se acerca y mientras se escucha el leitmotiv de la maldición de Alberich, Hagen lo saluda y le ofrece hospitalidad. La música tiene aires marciales. Sigfrido llega al palacio de los guibichungos con el propósito de verse con Gunther. Mientras se retira Gutrune, entra Sigfrido, y dirigiéndose a los dos hombres, les pregunta cuál de ellos es Gunther, cuya fama ha oído ensalzar. Dice que viene a combatir o a ofrecer su amistad, que no puede corresponder a los ofrecimientos de Gunther con bienes ni vasallos porque solo posee su acero y su persona pero que los pone a disposición de Gunther si este lo acepta. Entonces Gunther le da una cordial bienvenida.
Hagen le pregunta a Sigfrido por el tesoro forjado por los nibelungos y si Sigfrido se llevó el anillo. Sigfrido le contesta que al matar a Fafner, el dragón, desdeñó las riquezas guardadas por el monstruo. Solo tomó como recuerdo un yelmo que lleva colgado en su cinturón y un anillo que entregó a una mujer sublime y divina. Hagen comprende que alude a Brunilda, pero Gunther no entiende y Gutrune no está presente en la escena.
Aparece Gutrune en escena para saludar a Sigfrido y ofrecerle una bebida de hospitalidad. Gutrune le hace beber el filtro de amor. Se escucha varias veces el leitmotiv de la traición. Ignorando la conspiración, Sigfrido bebe la poción, dedicando un recuerdo a su amada Brunilda, la cual se borra instantáneamente de su memoria. Sigfrido queda inmediatamente prendado de la bella Gutrune y le pide a Gunther que se la conceda por esposa.
Bajo la influencia del encantamiento, Sigfrido se ofrece a conseguir una esposa para Gunther, y este le habla de Brunilda y del fuego mágico que le rodea. El Tarnhelm, yelmo cuya virtud mágica ha revelado Hagen, servirá para que Sigfrido tome la figura de Gunther engañando a Brunilda. Los dos amigos celebran un pacto de alianza, pronunciando su juramento de fidelidad, a la usanza de los antiguos germanos. Ambos se juramentan como hermanos de sangre. Hagen llena de vino un cuerno y los dos guerreros se hacen con sus espadas cortes en los brazos dejando caer la sangre en el vino que toman. Al mismo tiempo se escucha el leitmotiv de la maldición del nibelungo y el leitmotiv del pacto mientras Sigfrido dice que su espada es la garantía de su juramento: es el esperpento de los convenios que garantiza la lanza rota de Wotan.
Ambos juran que si alguno de ellos rompe el juramento, si un amigo traicionara al otro, las gotas de sangre que hoy tan solemnemente han bebido fluirán como ríos para matar al amigo y que lo que en gotas bebieron, salga a torrentes del pecho del traidor. El juramento de Gunther y Sigfrido, ahora hermanos de armas, ofrece adecuado carácter acentuado por la fatídica enunciación del leitmotiv de la maldición, ante la cual también ellos habrán de sucumbir. Sigfrido sale hacia la roca de Brunilda.
Se escucha un intermedio sinfónico que es la inversión de «El viaje de Sigfrido por el Rin». En vez de los alegres sones de la libertad y la confianza aparecen ahora los leitmotiven del héroe combinados con el leitmotiv sinuoso del anillo, el del pacto, el del odio de Hagen y la maldición del nibelungo unida al amor de Brunilda. Se escucha el leitmotiv de la renuncia al amor. La música sintetiza la acción del drama y hace presentir que la ausencia de amor todavía existe en el mundo para causar males y víctimas.

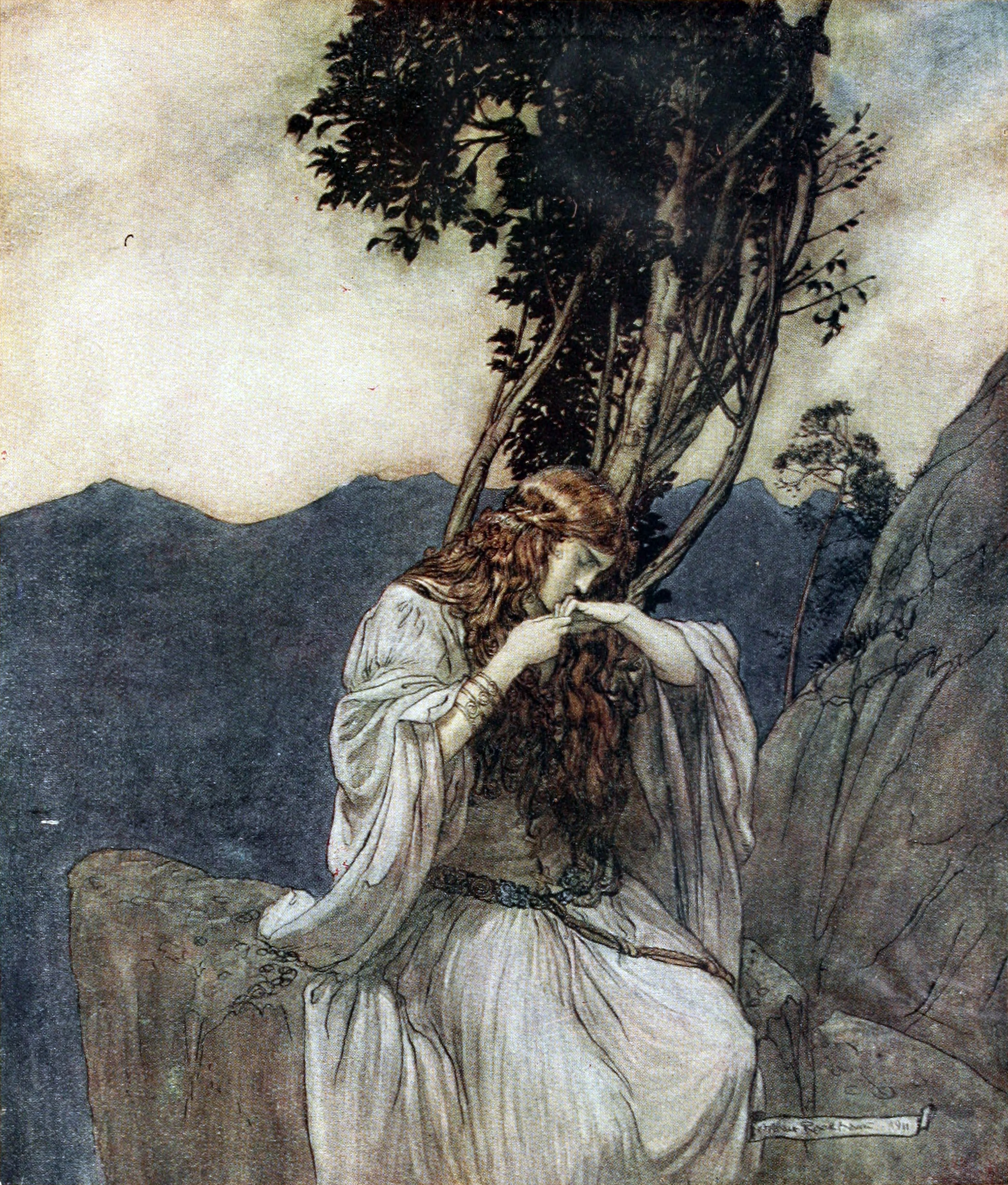
Brunilda besando el anillo que le dio Sigfrido, por Arthur Rackham.

En el  cuadro segundo estamos nuevamente en la roca de las valkirias. Vemos a Brunilda absorta en la admiración del anillo, prueba ferviente del amor de Sigfrido. Besa el anillo. Espera impaciente el regreso de Sigfrido. 
Un relámpago rasga las nubes. Se oye la «Cabalgata de las valquirias». De pronto el rumor de un trueno y el leitmotiv de las valquirias anunciando la llegada de su hermana Waltraute, quien le cuenta cómo Wotan volvió un día de sus vagabundeos con su lanza rota. Brunilda la recibe con mucha alegría. Pero ¿cómo se atrevió su hermana, al ir a verla, a desobedecer el severo mandato de Wotan? La imagen de Wotan es evocada por las palabras de Waltraute y por la música. Waltraute le refiere que precisamente viene para intentar salvar a los dioses de la catástrofe que los amenaza. Desde que Wotan castigó a su hija, recorrió el mundo sin cesar como el Caminante, viajero solitario.
En el relato de Waltraute queda expuesta la renuncia de Wotan y su deseo de que el anillo sea devuelto, para liberación de hombres y dioses, a la vez que expone la decadencia divina y la desolación que envuelve al mundo del Walhalla. Wotan se encuentra consternado con la pérdida de la lanza, dado que todos los pactos y acuerdos a que había llegado, todo lo que le daba poder, estaban inscritos en su mango. Wotan encargó que le llevaran ramas del fresno del mundo, Yggdrasil, y fueron apiladas alrededor de Walhalla. Envió a sus cuervos a espiar todo el mundo y a traerle noticias, y ahora se encuentra en Walhalla esperando el final. Mudo y sombrío, reina el soberano de los dioses. Las valquirias permanecen suplicantes a sus pies, pero el dios, indiferente, ni las mira.
Wotan ha renunciado ya a su ambición. El rey de los dioses, tras errante peregrinar, vencido por la irresistible espada de Sigfrido, solo desea que la joya maldita, el anillo del nibelungo que causa tantas desventuras, sea restituida a las profundidades del Rin, para que cesen los efectos del anatema que pesa sobre el mundo.

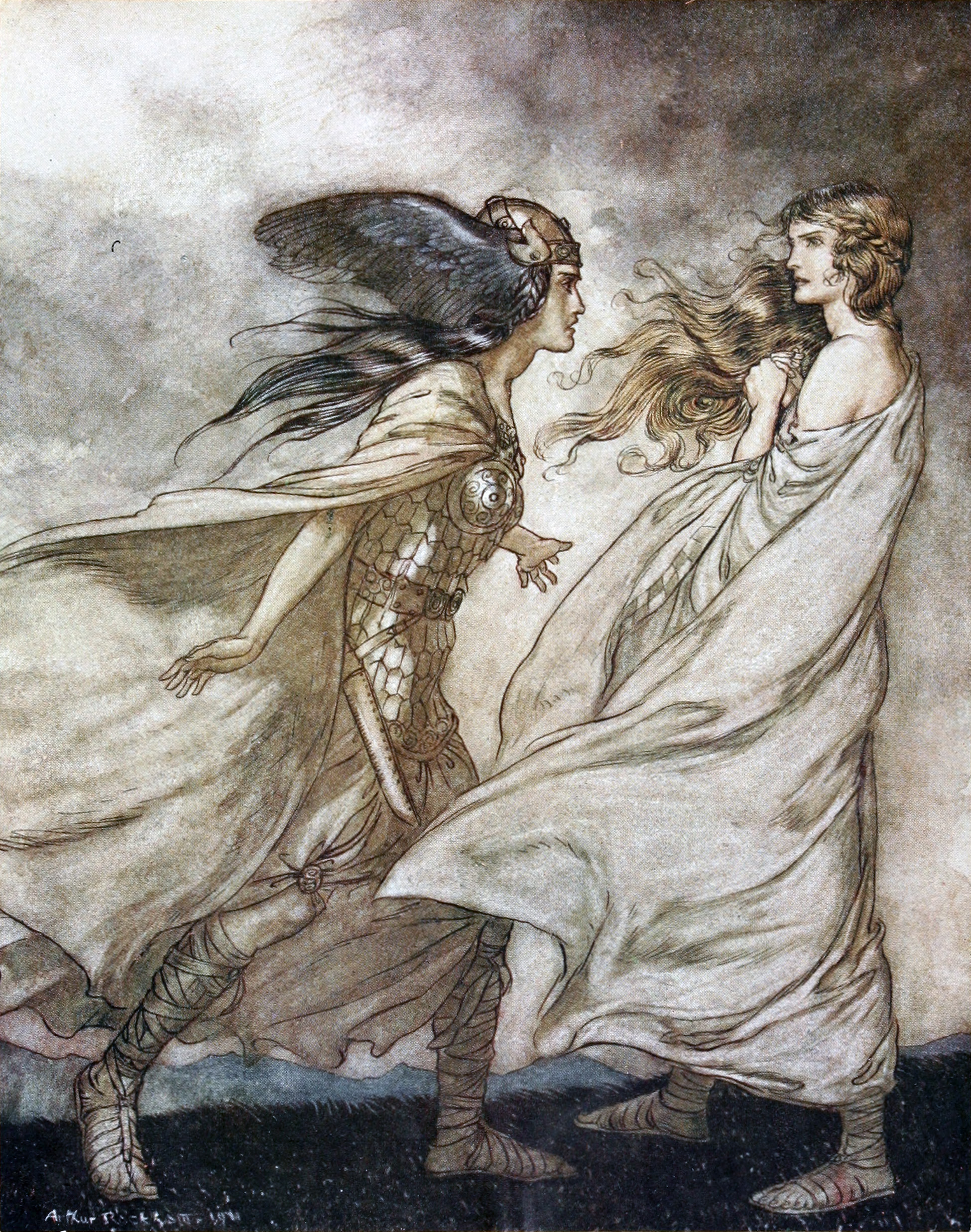
Waltraute tratando de convencer a Brunilda de devolver el anillo que le dio Sigfrido, por Arthur Rackham.

Waltraute suplica a Brunilda que devuelva el anillo a las doncellas del Rin, dado que ahora la maldición está perjudicando a su padre, Wotan. Su relato constituye una evocación musical de todas las escenas de Wotan, el Walhalla, el sombrío desaliento del dios, el ocaso que amenaza el anillo, la maldición de Alberich, y se escucha melancólico el tema de la juventud de Freia, justo en el momento en que Waltraute dice que su padre ya no prueba las manzanas de oro del jardín de la diosa.
Pero Brunilda se niega a deshacerse de la prenda de amor de Sigfrido. Para ella el anillo es el testimonio del amor de su amante y responde que, aunque perezcan los dioses, ella no piensa entregar su anillo. Renunciar al anillo es renunciar a Sigfrido, pues desde que su amante la ha despertado, no tiene más sabiduría que el amor cuyo símbolo es el anillo. ¡Perezca el Walhalla y el mundo entero antes que renunciar al amor! Waltraute huye desesperada maldiciéndola y se la ve correr sobre una nube de tempestad, acompañada por los relámpagos y el huracán. Se escucha el leitmotiv de la cabalgata de las valquirias de música de fondo.
Llega Sigfrido, que ha tomado la apariencia de Gunther usando el Tarnhelm, y reclama a Brunilda como esposa. Ella no lo reconoce y retrocede horrorizada ante la presencia de un desconocido. Aunque Brunilda se resiste con violencia, Sigfrido logra dominarla, arrebatándole el anillo y poniéndoselo él mismo en la mano. La voz de Sigfrido se escucha ronca, desconocida, diciéndole que se convertirá en la esposa de Gunther y Brunilda se desespera. Sigfrido invoca el acero de su espada como testigo de que respetará a la mujer, manteniéndose fiel a su hermano de armas. En ese momento se escucha el leitmotiv del honor, derivado del leitmotiv original de la espada.

### Acto II

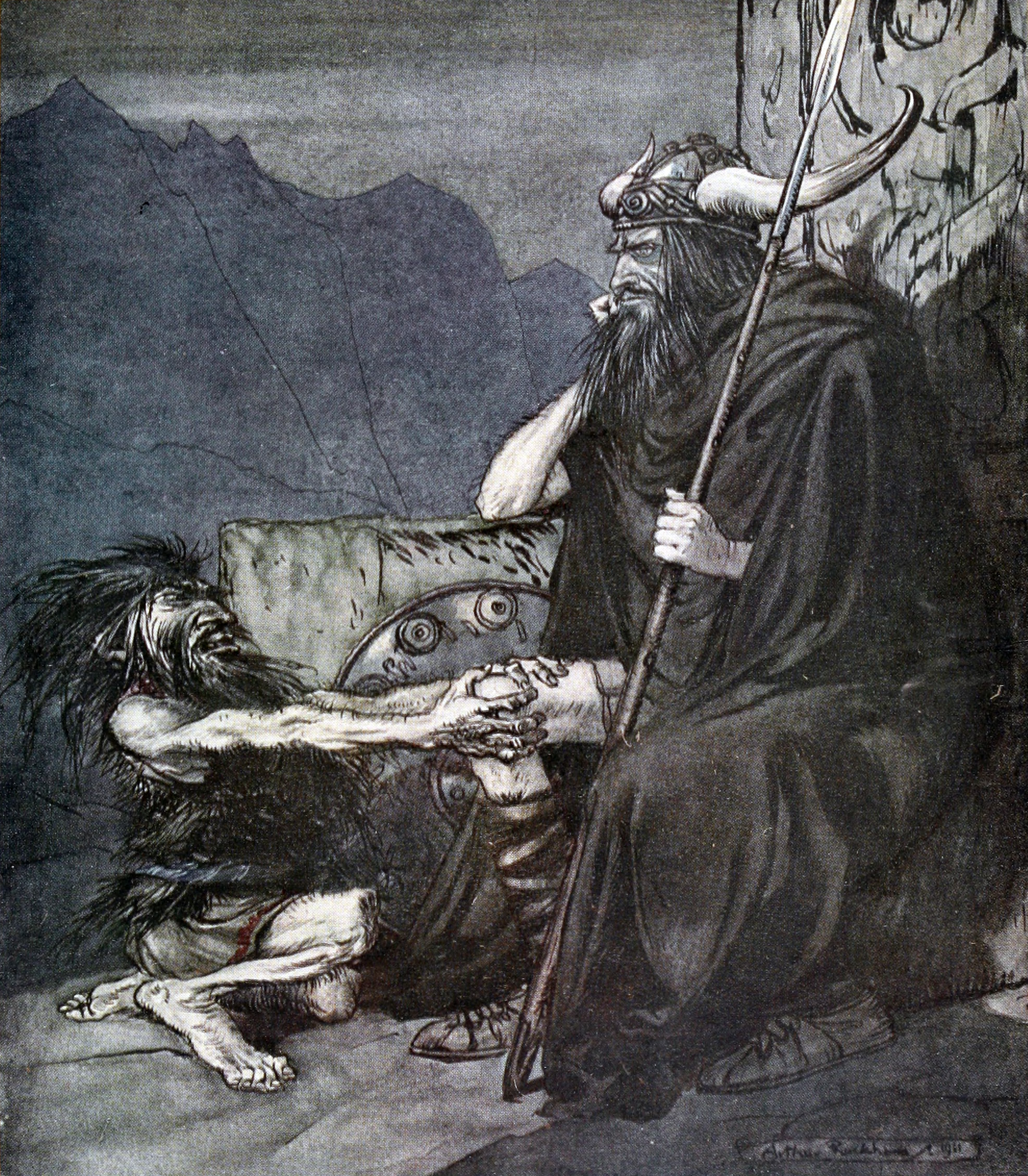
Alberico se le aparece a Hagen, por Arthur Rackham.

Un preludio estridente y áspero en sus acordes, da comienzo al segundo acto, las notas sobresaltadas, síncopas, de la ira del Nibelungo indican claramente que la tenebrosa labor del mal no descansa. Estamos nuevamente en el palacio de los guibichungos.
A la izquierda corre el Rin entre grandes rocas, sobre tres de ellas hay altares consagrados, uno a Freia, otro a Fricka y el más elevado a Wotan. El cuadro respira la grandeza ruda y primitiva de los antiguos germanos. Es de noche. En el pórtico del palacio, con su lanza y su escudo, Hagen descansa como si estuviese dormido, pero con los ojos abiertos como un sonámbulo. Como si fuera la personificación de la conciencia de Hagen aparece la figura de Alberich inspirando en sueños a su hijo. Ante la insistencia de Alberich, Hagen jura hacerse con el anillo.
Sigfrido llega con el amanecer, habiendo recuperado en secreto su verdadera fisonomía e intercambiado su lugar con Gunther. Gutrune, quien sale para saludar al héroe, se regocija al saber que pronto llegará su hermano con la hermosa novia, casándose ella al mismo tiempo con Sigfrido.
Dejan solo a Hagen, quien convoca a los guibichungos para dar la bienvenida a Gunther y su prometida. Hagen llama a los guerreros y vasallos para que se apresten a recibir al rey. Se abren las puertas y acuden tumultuosamente, creyendo que son llamados a la explanada del palacio para combatir, pero en seguida prorrumpen en exclamaciones de alegría al saber que van a festejarse las bodas del soberano y las de Gutrune. Trompas internas con reiterados llamados y la grandiosa presencia de los guerreros conforman un episodio de imponente solemnidad.
Gunther llega con una desolada Brunilda. Los vasallos los aclaman mientras el rey avanza llevando de la mano a la novia, con aspecto triste y sin levantar la vista del suelo. Sigfrido y Gutrune salen a su encuentro. En ese instante Brunilda alza los ojos y se queda estupefacta al divisar a Sigfrido entre los presentes. Queda horrorizada y llena de estupor al ver a su Sigfrido. A punto de desfallecer de angustia, Sigfrido la sostiene y entonces Brunilda ve que el héroe lleva el anillo en su dedo. Al ver el anillo en la mano de Sigfrido, concluye que ha sido traicionada.
Brunilda, despechada, declara ante todos que Sigfrido ha sido su amante. La conmoción es tremenda. Sigfrido, que la había respetado durante el tiempo transcurrido desde el despojo del anillo hasta la sustitución de él por el verdadero Gunther, jura su inocencia.
Entonces Hagen presenta su lanza para que el héroe jure sobre el arma que fue leal, Sigfrido jura que si no es verdad lo que dice, si lo que dice Brunilda es cierto y él ha deshonrado a su hermano la espada por la que está jurando debe atravesarlo. Sigfrido no lo sabe, porque no recuerda nada gracias al berbaje mágico que le dio Gutrune, pero en ese momento está firmando su sentencia de muerte. Este juramento, y esta lanza, serán fatales para él. En este momento se escucha el leitmotiv del juramento, que es una transformación del leitmotiv de la espada, pero esta vez aparece como un conflicto entre el intervalo de quinta ascendente y el intervalo de quinta descendente.

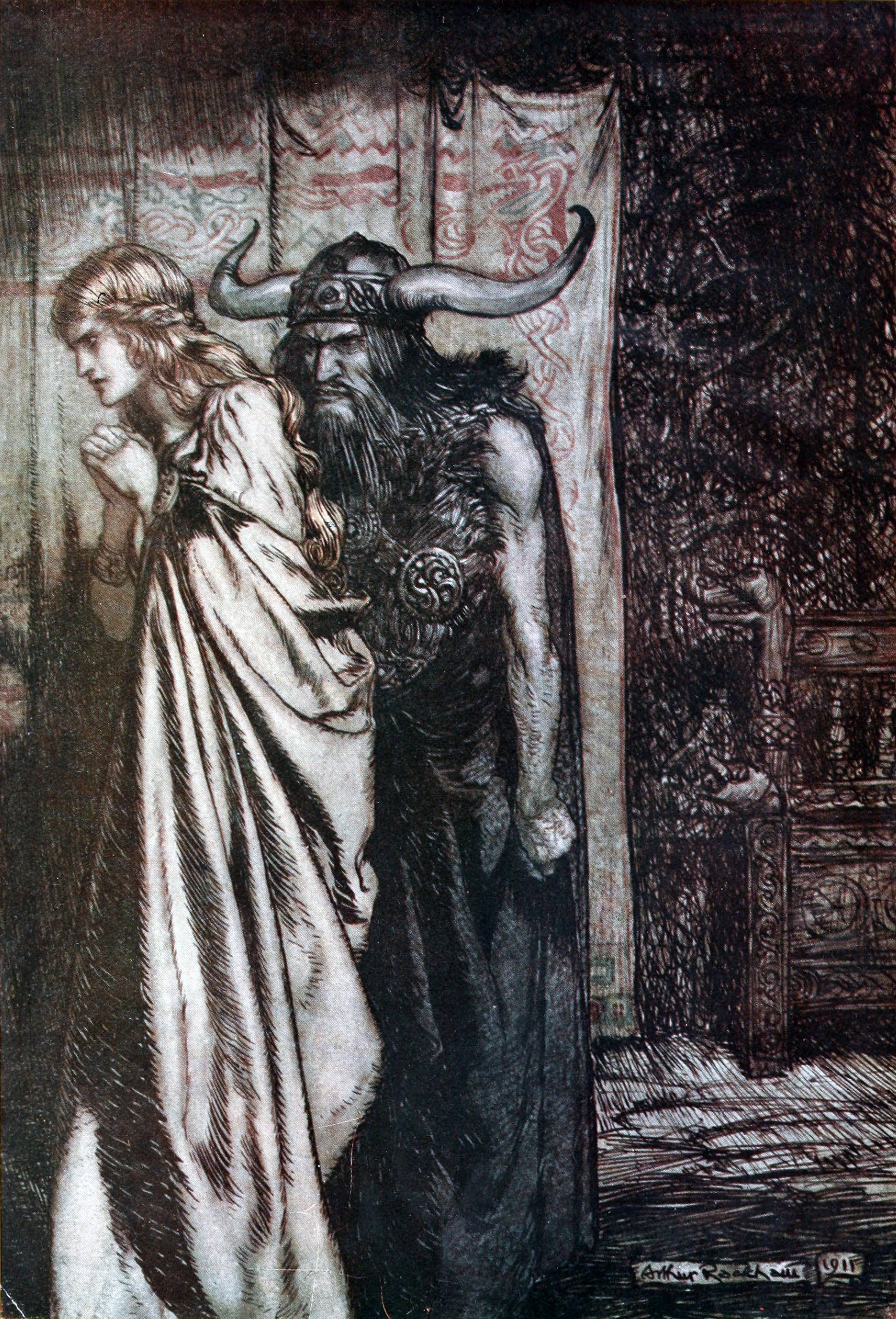
Hagen convence a Brunilda de traicionar a Sigfrido, por Arthur Rackham.

Sigfrido, abrazando a Gutrune, penetra en el palacio seguido de las mujeres y de los guerreros, entre los brillantes sones de las bodas. Brunilda, Gunther y Hagen se quedan solos.
Hagen les sugiere a los otros dos traicionar a Sigfrido. Abochornado y avergonzado, Gunther aún vacila: Sigfrido es su hermano de armas, han hecho un juramento juntos, no puede creerlo. Brunilda, ahora mujer engañada, exige una venganza expiatoria para el deshonor que ha sufrido. Profundamente avergonzado por la acusación de Brunilda, Gunther decide, por sugerencia de Hagen, que Sigfrido tiene que morir para que él recupere el honor.
Los tres deciden confabularse para asesinar a Sigfrido. Brunilda, viendo la oportunidad de vengarse de la traición de Sigfrido confiesa a Hagen cuál es el único punto débil de Sigfrido. Ella usó sus poderes mágicos para hacerlo inmune a las armas. Solamente podría ser herido por la espalda, pero como no es un cobarde y jamás huye del enemigo, nunca le vuelve la espalda a este. Ella, convencida de que un héroe tan grande nunca daría la espalda al enemigo, dejó los hombros libres del sortilegio.
Al conocer este dato, Hagen forma un plan, y propone a Gunther, abismado en su dolor y vergüenza, que Sigfrido sucumba en una cacería. El rey duda todavía en ser desleal a su hermano de armas. 
Al final él también se decide, y los tres personajes se conjuran para que perezca Sigfrido. Hagen jura en nombre de Alberich, padre de los genios de la noche, y queda así unido a las profundidades de la tierra. En cambio Gunther y Brunilda juran en nombre de Wotan, el soberano de los dioses, dios de la guerra.
Hagen y Gunther deciden llevar a Sigfrido de caza y asesinarlo. En la imponente escena final se escucha el leitmotiv del Walhalla, como sombría advertencia y el leitmotiv dominante de Hagen, vengativo y aterrador.

### Acto III

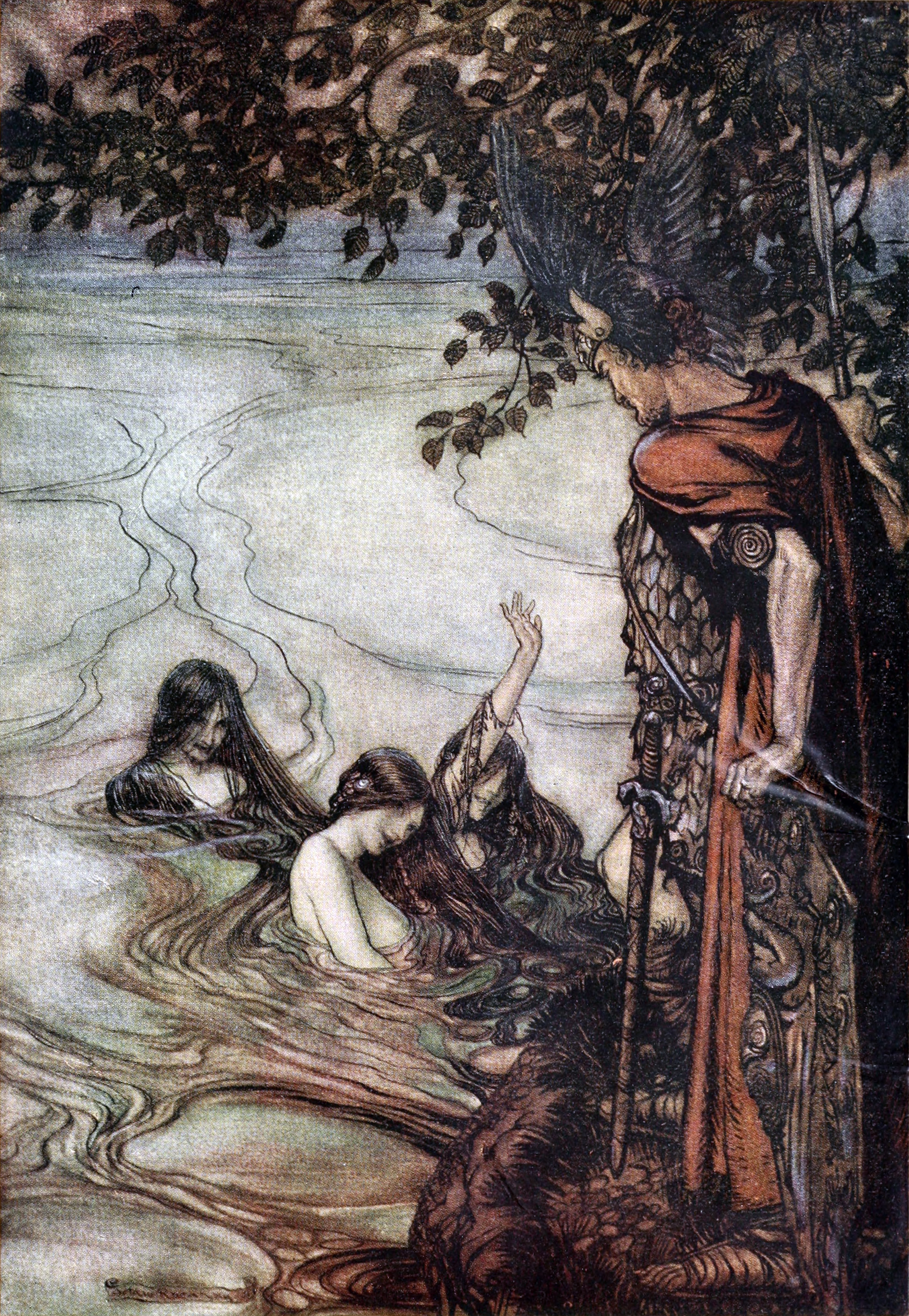
Las doncellas del Rin le piden el anillo a Sigfrido, por Arthur Rackham.

En el cuadro primero, en los bosques de la ribera del Rin, las doncellas del Rin se lamentan por la pérdida del oro. Las hijas del Rin recuerdan el oro que custodiaban en otro tiempo, ahora están tristes y oscuras, serían felices si alguien pudiera devolverles el oro, que les fue robado un día. El sonido lejano de un cuerno les anuncia que se aproxima un cazador. Ellas se alejan y en la orilla boscosa aparece Sigfrido, separado de su partida de caza, que se perdió persiguiendo a un oso.
Las doncellas del Rin le piden con vehemencia que devuelva el anillo en el río y así podrá evitar su maldición, pero él ignora sus vaticinios de desdicha. Sigfrido rehúsa desprenderse de la joya que conquistó al dragón Fafner y su negativa provoca burlas y censuras en las ninfas, que se hunden otra vez en la corriente. Para atraerlas nuevamente Sigfrido dice estar dispuesto a darles el anillo, pero ellas lo rechazan diciendo que el anillo está maldito y que le procurará una terrible desgracia. Solo las aguas del Rin podrán purificar el oro y librar al mundo de la maldición. Sigfrido desprecia el peligro, no tiene nada que temer.
Ya Fafner le anunció el anatema y si por las delicias del amor cedería el anillo, jamás lo entregaría por miedo. Si tuviera que vivir esclavizado por el temor, arrojaría su vida como un puñado de tierra al viento. Además, si las Nornas, según le anuncian las doncellas del Rin, tejieron su muerte en el hilo de la vida, su espada Nuevo Nothung, que partió una lanza sagrada, cortará también el hilo de la fatalidad. Con gusto cedería este anillo que le da el dominio del mundo, a las delicias del amor, pero nunca ante amenazas de la muerte. Las doncellas del Rin se alejan nadando y predicen que Sigfrido morirá y que su sucesora, una dama, les dará un trato más justo.
Los cazadores, que buscaban a Sigfrido por el bosque, le llaman a gritos y Hagen hace resonar su cuerno, al que Sigfrido responde con su toque de caza. Sigfrido se reúne de nuevo con los cazadores, incluyendo a Gunther y Hagen. Los cazadores se disponen a descansar en aquel fresco paraje, mientras Sigfrido, riendo, les cuenta que las doncellas del Rin, hijas del Rin, ondinas, ninfas del río, acaban de predecirle su inmediata muerte, pero él, para distraer a sus compañeros, les propone referirles sus proezas juveniles.
Mientras descansan, narra las aventuras de su juventud. Cuenta cómo fue criado por el nibelungo Mime, y cómo él mismo se forjó su fuerte espada, Nueva Nothung, con la cual mató al monstruo, y cómo unas gotas que absorbió de la sangre del dragón obraron la maravilla de hacerle comprender el lenguaje de las aves del bosque. Hagen le da a beber una poción que hace desaparecer los efectos del brebaje que le dio Gutrune y le hace volver la memoria. En ese momento suena el leitmotiv del amor de Brunilda, mientras la bebida devuelve a Sigfrido el recuerdo de Brunilda, borrado por el anterior filtro mágico. Cuenta cómo el pájaro del bosque le reveló la existencia de una hermosa mujer que se hallaba en una montaña rodeada de fuego, cómo corrió hasta ella, despertó a Brunilda y la hizo suya. Este fue el premio a su valor.
De pronto, dos cuervos salen de un arbusto, describen un círculo sobre Sigfrido y vuelan después hacia el Rin. Son los cuervos de Wotan. Hagen pregunta a Sigfrido si comprende también el graznido de aquellas aves y, al volverse Sigfrido a contemplarlos, Hagen aprovecha para clavar su lanza en la espalda de Sigfrido, diciéndole que le están pidiendo venganza.
Sigfrido levanta su escudo para defenderse, pero no lo logra y cae pesadamente al suelo, mientras que se escucha, muy fuerte y estridente, su vigoroso leitmotiv, seguido de unos acordes terribles y violentos como la fuerza del héroe que se desploma. Los otros cazadores quedan horrorizados mientras Hagen, con calma se aleja dentro del bosque. Gunther, acercándose, se agacha, profundamente dolorido, al lado de Sigfrido. Los hombres rodean compasivamente al moribundo.
Desfalleciendo, en sus últimas palabras recuerda a su amada Brunilda. Se escucha el leitmotiv del despertar de Brunilda mientras Sigfrido canta a la novia divina. Sigfrido muere recreándose en sus recuerdos de Brunilda. La música es siniestra y lúgubre. Le pide a Brunilda que despierte y abra sus ojos.
Gunther escucha con asombro y angustia crecientes y empieza a comprender la pérfida maquinación del malvado Hagen. Sigfrido fallece mientras cae la noche, pues cada vez que desaparece Sigfrido desaparece la luz del sol. A una indicación de Gunther sus guerreros levantan el cuerpo de Sigfrido y lo llevan afuera, lentamente, en solemne cortejo por las rocosas alturas. El cadáver es transportado en un solemne cortejo fúnebre. En ese momento se escucha la música popularmente conocida como la «Marcha fúnebre de Sigfrido».
Desde el Rin se levanta una niebla que llena poco a poco todo el escenario, por lo que la comitiva fúnebre se va volviendo gradualmente invisible hasta desaparecer. Se escuchan al mismo tiempo todos los leitmotiven que durante cuatro jornadas se relacionaron con la vida de Sigfrido. Cuando expira, reina un imponente silencio y aumenta un leve redoble de timbales, pianísimo, y los lúgubres sones de las trompas y tubas elevan en la orquesta el triste leitmotiv de los amores contrariados de los padres de Sigfrido, los mellizos welsungos. Sigfrido perece como víctima del odio y con su sacrificio precipita el final del mundo mítico.
Este es el segundo interludio sinfónico que une al primer cuadro con el segundo cuadro del tercer acto, mientras los vasallos de Gunther conducen el cadáver del héroe hacia el palacio de los guibichungos.
En el cuadro segundo estamos de nuevo en el palacio de los guibichungos, Gutrune espera el regreso de Sigfrido. Entra Hagen encabezando la procesión fúnebre. Gutrune reacciona con una profunda desesperación al ver a su prometido muerto. Hagen anuncia que el héroe ha sido víctima de un jabalí. Gutrune, desesperada, se precipita sobre los restos mortales de su esposo. Gunther intenta consolarla, pero ella le acusa de haber dado muerte a Sigfrido. Gunther condena el asesinato de Sigfrido a manos de Hagen, y este replica que Sigfrido había faltado a su palabra, y reclama el anillo que Sigfrido lleva en la mano como derecho de conquista. Cuando Gunther lo rechaza, Hagen lo ataca y asesina. Gutrune grita con horror al caer Gunther. Todos permanecen paralizados por el terror. Hagen va a tomar el anillo del cadáver de Sigfrido, pero la mano de Sigfrido se levanta amenazadora. Todos retroceden despavoridos, al tiempo que de la orquesta surge el leitmotiv de la espada victoriosa de Sigfrido.
En ese momento aparece Brunilda, lenta y majestuosamente, aludiendo a su pasado de valquiria. La muerte de Sigfrido le ha devuelto la videncia que había perdido con el amor. Ahora comprende claramente lo sucedido. La traición fue efecto de la pérfida magia. Gutrune, fuera de sí, le echa en cara a Brunilda haber exaltado a los guerreros para que mataran a su esposo. Le dice que la envidia la corroe, que ella les trajo esta tragedia, le acusa de haber vuelto a los hombres contra él y lamenta que haya venido a su palacio. Brunilda le dice severamente que se calle, que ella no fue más que su amante, su concubina, que solo la valquiria fue su legítima esposa. Gutrune, sollozando, maldice a Hagen. Llena de pesadumbre se deja caer sobre el cuerpo de Gunther. Permanecerá inmóvil hasta el final.
Hagen está de pie en el lateral opuesto, apoyado desafiante en su lanza y escudo, sumido en sombríos pensamientos. Brunilda, sola en el centro, después de haber estado largo rato contemplando a Sigfrido, se da vuelta con solemnidad hacia los súbditos de Gunther. Brunilda da órdenes para que se eleve una pira funeraria junto al río, adornada por las mujeres con lienzos, ramajes y flores. En ese momento se escucha en palpitantes acordes el leitmotiv del poder de los dioses, que es una transformación del leitmotiv de la lanza de Wotan, pero esta vez la escala menor ascendente se separa de su inversión, la escala menor descendente.
Brunilda se despide tiernamente de los restos mortales de Sigfrido, expresando cuán grande ha sido su amor y su sufrimiento. Al mismo tiempo reconoce en su padre, Wotan, al único culpable de la catástrofe. Todo es responsabilidad de la maldición que Alberich echó sobre Wotan cuando el rey de los dioses le robó su anillo de oro. Brunilda proclama que la estirpe divina va a perecer, y dirige a Wotan su último saludo, responsabilizando a su padre de todo lo sucedido.
Brunilda cumple la voluntad de Wotan, no aquella voluntad primera de la conquista heroica del universo, sino su voluntad de aniquilar toda voluntad. Al traicionarla Sigfrido, ella recuperó el poder de sabiduría que había perdido al convertirse en una mujer enamorada. Brunilda toma el anillo y se dirige a las hijas del Rin, diciéndoles que lo tomen de entre las cenizas, que el fuego purificará al anillo de su maldición mientras que las doncellas del Rin en el agua lo disolverán y, con cuidado, protegerán ese oro brillante que tan vilmente les fuera robado.
Ella desea extinguirse en el fuego con el anillo puesto como alianza de bodas. La valquiria envía a los cuervos de Wotan con su dueño, en vuelo de mortal retorno al Walhalla para que le lleven las «noticias tanto tiempo esperadas». Les ordena que pasen junto a su roca. En la orquesta crepita y surge con inusitada brillantez el leitmotiv del fuego, que se presenta con sonoridades cada vez más intensas. Les dice a los cuervos que anuncien a Wotan todo lo que han visto y que le digan a Loge que abandone la montaña de Brunilda y vaya al castillo de los dioses a quemarlo todo. Invoca a Loge, el dios del fuego, para que las llamas, que han de consumir el cuerpo de Sigfrido y el de ella misma, asciendan al Walhalla.
El mundo va a redimirse por el amor, única fuente de felicidad. Por la grandeza de ese amor ella se sacrificará junto al héroe querido. No se halla la felicidad en las riquezas ni en el oro, ni en la magnificencia ni en el poderío, ni en los lazos con que nos atan a traidores pactos. La dicha está en la alegría y en el llanto solo nos proporciona el amor.
Se prepara el imponente final, popularmente conocido como «Inmolación de Brunilda». Ella misma prende fuego a la pira. Ahora la pira arde en llamas. Se escucha el leitmotiv de Loge. El poder ha sido disuelto para mayor gloria del amor. Brunilda monta su caballo Grane y cabalga en el fuego.
Lo que sigue es quizás una de las escenas más difíciles de realizar para un director de escena en toda la historia de la ópera: el fuego se eleva mientras el Rin se desborda de su cauce, llevando las doncellas del Rin sobre las ondas. Hagen desaparece entre las aguas. Las doncellas del Rin huyen nadando, llevando el anillo en triunfo. El palacio de los guibichungos colapsa. A medida que las llamas crecen en intensidad, el Walhalla empieza a verse en el cielo. El oro mágico libera al mundo del anatema, poniendo fin al reino de los dioses y de la fantasía. Tanto el señor del mundo como las demás deidades refugiados en las desoladas alturas del palacio, esperan ahora el implacable final. Todo el Walhalla es una gigantesca antorcha.
En escena vemos a Wotan, en lo alto, mudo. A lo lejos parece incendiarse el cielo. Brillantes llamas parecen alcanzar el palacio de los dioses, en el que pueden verse estos, que desaparecen poco a poco de la vista. Arde el Walhalla y perecen los dioses.
Se cumple la profecía de Erda, la sabia madre de la tierra, quien predijera a Wotan las fatídicas consecuencias de la posesión del anillo maldito. Si Alberich renegó del amor en aras del poder, al inicio del ciclo, Brunilda completa el círculo en su final anunciando que el poder ha sido disuelto para mayor gloria del amor. Cuando Sigfrido, Brunilda, Hagen y todos los demás han desaparecido, el héroe supremo de la tragedia, Wotan, aparece de nuevo, inmóvil, sentado en el elevado sitial, sonriendo eternamente, una vez más, por última vez, mientras el incendio se extiende y los dioses, el Walhalla y el mismo Wotan, con todos sus sueños y sus pensamientos, son consumidos por las llamas del fresno del mundo.
Se escucha el leitmotiv de la redención por el amor, que cantó por primera vez Siglinde al conocer que llevaba en su seno la semilla de Siegmund. Luego, el río Rin, sosegado, torna a su cauce. Dioses y héroes perecen ante el inexorable poder del anatema que culminará con el aniquilamiento total. Los dioses han corrompido el mundo desde el principio y perecen por su propia voluntad de poder.
El remate sinfónico es una vasta recapitulación en la cual se reúnen todos los leimotiven relevantes, las cadencias, las tonalidades y los fragmentos de formas y hasta detalles de orquestación que regresan para resumir esta gran parábola de la existencia humana que es El anillo del nibelungo. Cae el telón.